# James Ricalton

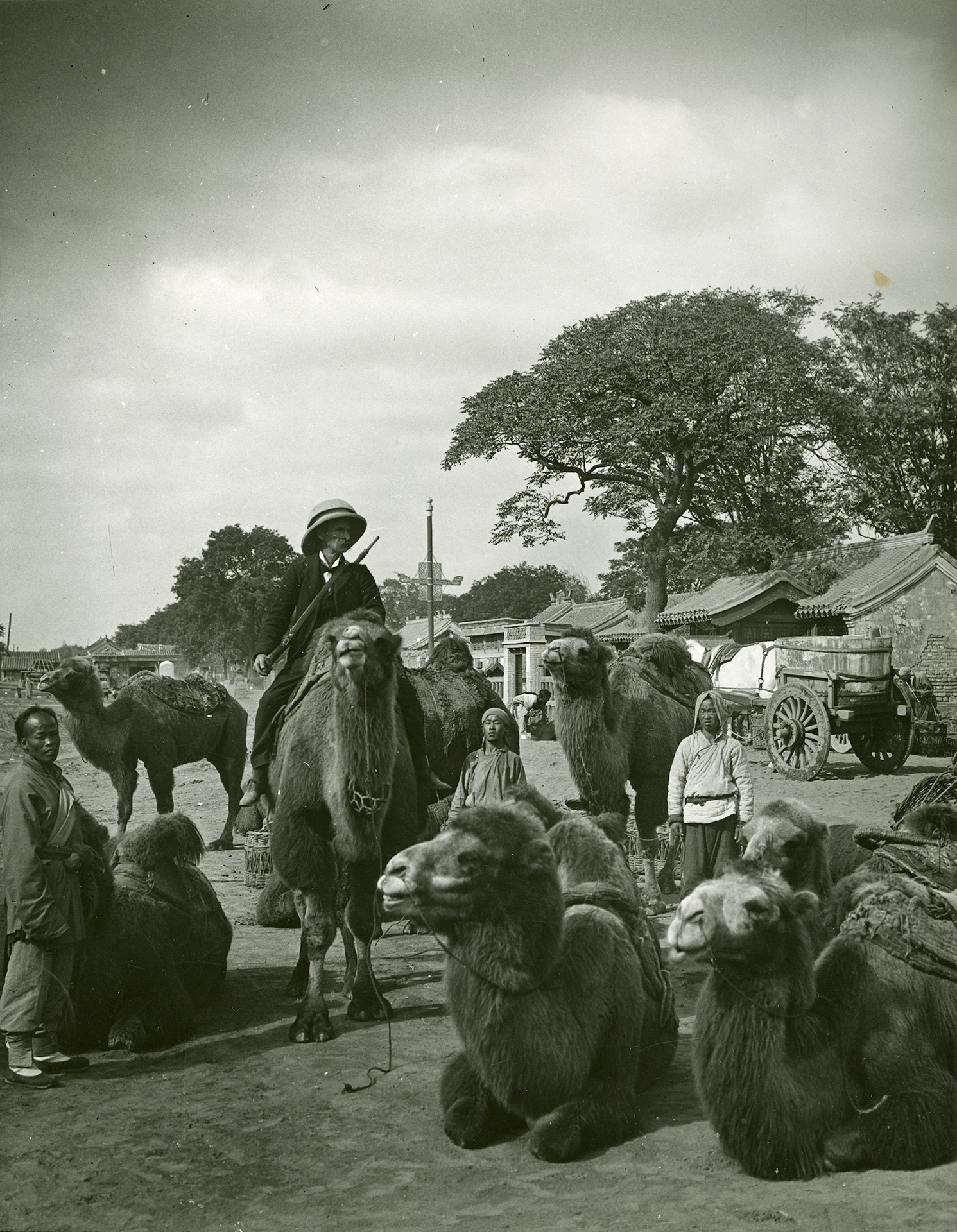
James Ricalton a Pequín, 1901

James Ricalton (Waddington 1844 - 1929) Professor, naturalista, inventor, fotògraf, explorador i corresponsal de guerra estatunidenc. Considerat un dels pioners de la fotografia de viatge.

## Biografia
James Ricalton va néixer el 13 de maig de 1847 a Weddington, St. Lawrence County, Nova York (USA). Va estudiar en escoles rurals, va assistir breument a la Universitat de St. Lawrence i es va convertir en professor d'escola a Maplewood, Nova Jersey el 1871. Va treballar com a professor d'escola durant vint anys durant els quals es va convertir en un naturalista aficionat recollint i mostrant a les seves aules espècimens de plantes, roques i cristalls inusuals, sense oblidar els centenars d'artefactes i curiositats autòctones portats a casa dels seus molts viatges a l'estranger durant les vacances d'estiu. Es va retirar de la docència el 1891 per convertir-se en fotògraf professional i corresponsal a l'estranger. Va utilitzar l'estereoscòpia i l'estereografia per a la producció de targetes postal que mostraven llocs i pobles "no occidentals".

#### Ricalton i Edison
Ricalton havia treballat per primera vegada per a Thomas Edison el 1888 i el 1891. Inicialment Edison li va encarregar que durant els seus viatges localitzes una fibra de bambú que es volia utilitzar per la fabricació de filaments per millorar el sistema d'incandescència.
Posteriorment es va unir a la reconeguda firma fotogràfica Underwood & Underwood. Va fer diverses pel·lícules d'escenes locals a Hong Kong, Shanghai i Canton, algunes de les quals apareixen al catàleg d'Edison de 1898.
A la Xina va projectar dos films de l’empresa d’Edison en diverses cases de té de Shanghai i a Hong Kong. Segons un anunci al The China Mail del 26 d’agost de 1897 estava previst els següent esdeveniment: 
“ Edison's latest wonder, the Animatoscope, will be exhibited at the Theatre Royal tonight (Thursday), the 26th August, at 9 p.m., also 28th. There was a complete change of programme. Tickets may be had at Messrs. Robinson & Co.'s or at the Door.”
Les pel·lícules mostraven la visita del Tsar Nicolau II a París i unes escenes de ballet dels artistes Annabelle i Little Egypt.

#### Viatges arreu del món
Els seus viatges van cobrir grans esdeveniments de l'època com la guerra hispanoamericana, la rebel·lió dels bóxers, la proclamació del rei Eduard VII com a emperador de l'Índia a Delhi (Delhi Durbar), la guerra ruso-japonesa.
El 1914 va visitar Àfrica i l'Índia treballant en el nou aparell cinematogràfic d'Edison, a on en un accident va morir el seu fill que l'acompanyava.

#### Llegat
El Museu Nacional d'Història dels Estats Units, Smithsonian Institution, conté més de 300 fotografies de Ricalton com a part de la col·lecció Underwood & Underwood Glass Stereograph. Les biblioteques de la Universitat de St. Lawrence també tenen una col·lecció de diapositives posteriors de Ricalton fetes entre 1891 i 1915. Va ser l'autor de molts articles de revistes, il·lustrats amb fotografies fetes per ell i va escriure dos llibres sobre els seus viatges a l'Índia i la Xina, que s'havien d'utilitzar amb imatges estereòptiques.
Va morir a la seva ciutat natal Waddington el 29 d'octubre de 1929.